# Denise Brice
Denise Brice (ur. 4 lipca 1928 w Ennevelin, zm. 7 lutego 2025 w Villeneuve-d'Ascq) – francuska paleontolożka (brachiopodolożka).

## Dane biograficzne
Jej kariera zawodowa związana była z Faculté libre des Sciences (obecnie Université catholique de Lille), gdzie była profesorem, oraz z Centre national de la Recherche scientifique. W 1970 otrzymała stopień doktora na podstawie rozprawy o ramienionogach dewońskich Afganistanu. W roku 1971 oraz w latach 1996–1997 pełniła funkcję przewodniczącej Północnego Towarzystwa Geologicznego (fr. Société géologique du Nord); w latach 2023–2025 była jego honorową przewodniczącą.

## Osiągnięcia naukowe

### Znaczenie w historii nauki
Denise Brice specjalizowała się w badaniu ramienionogów dewonu. Prowadziła prace terenowe w Arktyce kanadyjskiej i w regionie Boulonnais (północna Francja). Była redaktorem monograficznego opracowania dewonu Boulonnais. Opisała nowe rodzaje Dichospirifer Brice, 1971, Enchondrospirifer Brice, 1971, Eobrachythyris Brice, 1971, Eodmitria Brice, 1982 i Ellesmererhynchia Brice, 1990.

### Wybrane publikacje
- Étude paléontologique et stratigraphique du Dévonien de l’Afghanistan (1971)[4]
- Brachiopodes du Dévonien inférieur et moyen des Formations de Blue Fiord et Bird Fiord des îles arctiques canadiennes (1982)
- Le Dévonien de Ferques, Bas-Boulonnais (red.; 1988)[7]
- Stratotype Givétien (koord., 2016)[11]

## Upamiętnienie
Na jej cześć nazwano kilka gatunków zwierząt kopalnych, między innymi: Dendropora briceae Mistiaen, 1991 (koral denkowy; fran) i Stenorhynchia briceae García-Alcalde in Truyols-Massoni & Garcia-Alcalde, 1994 (ramienionóg; ems).